# Rocznik Slawistyczny
Rocznik Slawistyczny – czasopismo wydawane przez Komitet Słowianoznawstwa PAN. Ukazuje się od 1908 roku, początkowo w Krakowie, a od 1994 we Wrocławiu. Pismo zawiera: nekrologi, artykuły, recenzje, noty i sprawozdania. Publikacje dotyczą szeroko pojętej slawistyki. Oprócz języka polskiego publikuje też artykuły w językach obcych. 

## Redakcja
- Redaktor – Jan Sokołowski
- Komitet redakcyjny - Wiesław Boryś, Wojciech Chlebda, Victor A. Friedman, Roman Laskowski, Aleksandr M. Moldovan, Włodzimierz Pianka, Zuzanna Topolińska.
- Sekretarz – Iwona Łuczków.
- Rada Redakcyjna – Janusz Siatkowski (przewodniczący), Antoni Furdal, Stanisław Kochman, Hanna Popowska-Taborska, Jan Sokołowski.